# Snailbeach
Snailbeach – wieś w Anglii, w hrabstwie Shropshire. Leży 16 km na południowy zachód od miasta Shrewsbury i 228 km na północny zachód od Londynu.